# Gymnelus andersoni
Gymnelus andersoni es una especie de pez de la familia de los Zoarcidae en el orden de los perciformes.

## Morfología
- Los machos pueden llegar a alcanzar los 14 cm de longitud total y las hembras 13,2.[1]

## Hábitat
Es un pez de mar y de aguas profundas que vive entre 27-300 m de profundidad.

## Distribución geográfica
Se encuentra en el Océano Ártico. 

## Observaciones
Es inofensivo para los humanos. 